# 사후 확증편향
사후 확증편향(事後確證偏向, 영어: Hindsight bias), 사후 확신 편향(事後確信偏向) 또는 후견지명(後見之明)이란 일어난 일에 대해 원래 모두 알고 있었다듯이 말하거나 생각하는 것을 뜻한다. 하지만 이것은 일이 발생하기전 생각해 놓았던 것이 왜곡되어 받아들여질 수 있으며, 후에 일어날 사건을 예측할 수 있다는 것을 과시하기 위해 사용될 수 있다.